# Jean Nicoli (traghetto)
La Jean Nicoli è una nave traghetto della compagnia di navigazione francese Corsica Linea.
Varata come Pasiphae Palace, la nave è stata costruita presso i cantieri Fosen Mekaniske Verksted di Fosen, in Norvegia, nel 1998 per la società greca Minoan Lines e fa parte di due unità gemelle (l'altra è la Ikarus Palace, oggi AF Mia).
La Jean Nicoli dispone di 678 letti e ha una capienza di 1.500 passeggeri e di 819 automobili insieme a 282 camion.
Nel mese di giugno 2009 la nave è stata acquisita dalla compagnia francese SNCM, cambiando il proprio nome in onore di Jean Nicoli. Attualmente (luglio 2016) dopo la liquidazione della SNCM presta servizio con Corsica Linea, sulle rotte Marsiglia - Porto Torres (Sardegna) e Marsiglia - Porto Vecchio (Corsica).

## Navi gemelle
- AF Mia(ex. Ikarus Palace,ex Cruise Smeralda)